# Mary Lester
Pour les articles homonymes, voir Lester.
 (avril 2025).
Si vous disposez d'ouvrages ou d'articles de référence ou si vous connaissez des sites web de qualité traitant du thème abordé ici, merci de compléter l'article en donnant les références utiles à sa vérifiabilité et en les liant à la section « Notes et références ».
Mary Lester est une héroïne de romans policiers, née de l'imagination de l’écrivain breton Jean Failler,.
Ses enquêtes se déroulent successivement dans différentes villes et régions de Bretagne. Les personnages secondaires récurrents sont le commissaire Lucien Fabien, supérieur hiérarchique de Mary Lester, et Jean-Pierre Fortin, son collègue et ange gardien.
Au fil des épisodes, certains autres personnages s'imposent dans le paysage, et prennent une réelle importance, tels le lieutenant Gertrude Le Quintrec, le lieutenant Jeanne de Longueville, le lieutenant Albert Passepoil ou la voisine de Mary à Quimper, gouvernante de facto, Amandine Trépon.
Le personnage a été porté à l'écran, avec un téléfilm et une courte série.

## Les romans parus à ce jour
1. Les Bruines de Lanester (1992)
2. Les Diamants de l'archiduc (Quimper, 1993)
3. La Mort au bord de l'étang (Cornouaille, 1993)
4. Marée blanche (Concarneau, 1994)
5. Le Manoir écarlate (dans la région de Châteauneuf-du-Faou, notamment au château de Trévarez, 1994)
6. Boucaille sur Douarnenez (1995)
7. L'Homme aux doigts bleus (La Baule, 1995)
8. La Cité des dogues (Saint-Malo, 1996)
9. On a volé la Belle Étoile (Camaret-sur-Mer, 1996)
10. Brume sous le grand pont (Saint-Nazaire, 1997)
11. Mort d'une rombière (l'Île-Tudy, 1997)
12. Aller simple pour l'enfer (En mer, entre les îles Féroé et l'Islande, 1998)
13. Roulette russe pour Mary Lester (Saint-Quay-Portrieux, 1998)
14. À l'aube du troisième jour (Carhaix, pendant le festival des Vieilles Charrues, 1999)
15. Les Gens de la rivière (les rives de l'Odet, 1999)
16. La Bougresse (Les Montagnes Noires, 2000)
17. La Régate du Saint-Philibert (La Trinité-sur-Mer, 2000)
18. Le Testament Duchien (Huelgoat, 2001)
19. L'Or du Louvre (l'archipel des Glénan, 2001)
20. Forces noires (Rennes, 2002)
21. Couleur canari (Nantes, 2003)
22. Le Renard des grèves (tome 1) (Nord-Finistère, 2003)
23. Le Renard des grèves (tome 2) (Nord-Finistère, 2003)
24. Les Fautes de Lammé-Bouret (Pont-Aven, 2003)
À la suite du procès intenté à Jean Failler par une personne ayant cru se reconnaître dans un des personnages du Renard des grèves, les cinq aventures suivantes de Mary Lester sont relatées par cette dernière.
25. La Variée était en noir (la Brière, 2004)
26. Rien qu'une histoire d'amour (la Ria d'Étel et Douarnenez, 2004)
27. Ça ira mieux demain (Cap Sizun, 2005)
28. Bouboule est mort (Saint-Brieuc, 2006)
29. Le Passager de la Toussaint (Brest, 2006)
Jean Failler reprend l'écriture sous son nom pour les épisodes suivants.
30. Te souviens-tu de Souliko'o (tome 1) (Nord-Finistère et Australie, 2007)
31. Te souviens-tu de Souliko'o (tome 2) (Nord-Finistère et Australie, 2007)
32. Sans verser de larmes (Nord - Finistère, 2008)
33. Il vous suffira de mourir (tome 1) - Motel des forges (Lac de Guerlédan, 2009)
34. Il vous suffira de mourir (tome 2) - Le Brâme du cerf (Lac de Guerlédan, 2009)
35. Casa del Amor (Noirmoutier, 2010)
36. Le 3e œil du professeur Margerie (Quimper, 2011)
37. Villa des Quatre Vents (tome 1) (Nord-Finistère, 2012)
38. Villa des Quatre Vents (tome 2) (Nord-Finistère et Région parisienne, 2012)
39. Le Visiteur du Vendredi (Vannes, 2013)
40. La croix des veuves (tome 1) (Paimpol et Jersey, 2014)
41. La croix des veuves (tome 2) (Paimpol et Jersey, 2014)
42. État de siège pour Mary Lester (tome 1) (La Baule et Guérande, 2015)
43. État de siège pour Mary Lester (tome 2) (La Baule et Guérande, 2015)
44. Avis de gros temps pour Mary Lester (Quimper et Paris, 2016)
45. Les mécomptes du capitaine Fortin (2016)
46. Mary Lester et la mystérieuse affaire Bonnadieu (tome 1) (Dinard et Quimper, 2017)
47. Mary Lester et la mystérieuse affaire Bonnadieu (tome 2) (Dinard et Quimper, 2017)
48. Ça ne s'est pas passé comme ça (tome 1) (Roscoff, 2018)
49. Ça ne s'est pas passé comme ça (tome 2) (Roscoff, 2018)
50. C'est la faute du vent... (Tréguennec, 2018)
51. Fallait pas commencer (tome 1) (Vannes, 2018)
52. Fallait pas commencer (tome 2) (Vannes, 2018)
53. Le vautour revient toujours (tome 1) (Cap Sizun, 2019)
54. Le vautour revient toujours (tome 2) (Cap Sizun, 2019)
55. Au rendez-vous de la Marquise  (Notre-Dame-des-Landes, 2019)
56. Retour au pays maudit (tome 1) (Notre-Dame-des-Landes et Port-Louis, 2020)
57. Retour au pays maudit (tome 2) (Notre-Dame-des-Landes et Port-Louis, 2020)
58. En secret à Belle-Île (Belle-Île-en-Mer, 2021)
59. L'Ange déchu de Brocéliande (tome 1) (Forêt de Brocéliande) (2022)
60. L'Ange déchu de Brocéliande (tome 2) (Forêt de Brocéliande) (2022)
61. Le Château des âmes perdues (tome 1) (Tréguier) (2023)
62. Le Château des âmes perdues (tome 2) (Pontrieux) (2023)
63. La Disparue de la baie (Cap Sizun, Quimper) (2024)
64. Retour à Belle-Île (Belle-Île-en-Mer) (2025)

## Nouvelle
- Casse-pipe, dans Une vie de chien / collectif. Quimper : Palémon, 2018, p. 79-92.  (ISBN 978-2-372605-24-3)

## Adaptation télévisée
En 1998 est tourné le téléfilm Marée Blanche, dont l'histoire est adaptée du livre éponyme, avec quelques ajouts des scénaristes. Ce policier, réalisé par Christiane Leherissey d'une durée de 90 minutes, met en scène Mary Lester sous les traits de Sophie de La Rochefoucauld.
Une courte série suit en 1999, mais les intrigues ne sont pas celles des livres de Jean Failler.
- Mary Lester
- Liste des épisodes :
  - Marée blanche
  - Meurtre en Atlantique
  - Le Retour de Molly
  - Maéna
  - Meurtre en retour
  - La Cité des dogues (Bien que le titre soit le même que celui d'un roman, l'intrigue de cet épisode n'a rien à voir avec celle du livre)
  - Fortune de mer

## Adaptations en bande dessinée
- Mort d'une rombière : une enquête de Mary Lester à l'Île-Tudy / scénario et ill. Jean-Jacques Verdin ; d'après le roman de Jean Failler. Palémon, 2001, 52 p.  (ISBN 2-90757237-7)
- Les Diamants de l'archiduc / scénario Jean Failler d'après son roman ; ill. Olivier Bron. Coéd. Palémon - Ouest-France, 2007, 48 p.  (ISBN 978-2-7373-4091-8) L'intrigue reprend celle du roman du même nom, mais aussi quelques éléments narratifs, comme l'arrivée de l'héroïne dans la police, que l'on trouve dans le premier de la série, Les Bruines de Lanester.